# حشره‌خوار دم‌دراز اوریزابا
 حشره‌خوار دم‌دراز اوریزابا (نام علمی: Sorex orizabae) نام یک گونه از سرده حشره‌خوارهای دم‌دراز است.